# Rosulje (Kroatië)
Rosulje is een plaats in de gemeente Hrvatska Kostajnica in de Kroatische provincie Sisak-Moslavina. De plaats telt 288 inwoners (2001).